# Miles Student
El Miles M.100 Student fue construido como un entrenador ligero, como negocio privado, por F.G. y George Miles, y su desarrollo comenzó en 1953. Aunque no es específicamente un producto de Miles, fue promocionado como entrenador de la Real Fuerza Aérea británica, pero no logró entrar en producción.

## Diseño y desarrollo

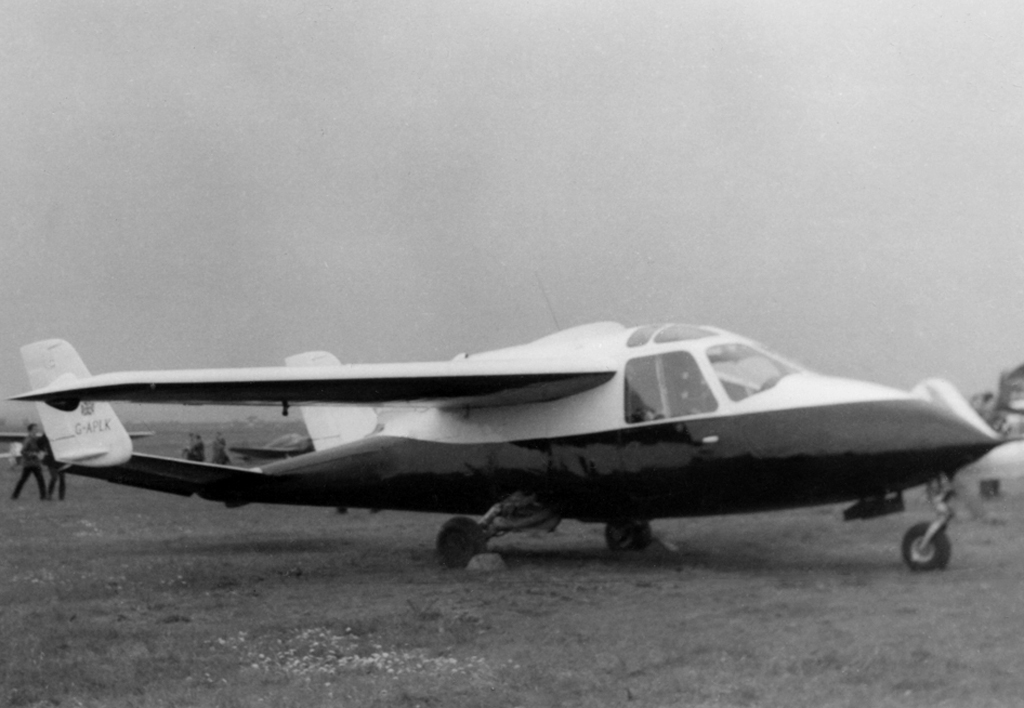
El Miles Student en el aeropuerto de Coventry en 1961, cuando pertenecía a F.G. Miles Engineering.

Aprovechando la experiencia de la empresa con el M.77 Sparrowjet, el M.100 Student era un avión de entrenamiento de dos asientos lado a lado, totalmente metálico. El prototipo M.100 estaba propulsado por un turborreactor Turbomeca Marboré de 400 kgf (882 lb) de empuje y voló por primera vez el 15 de mayo de 1957. Miles esperaba conseguir un pedido de la RAF, pero el contrato fue para el Jet Provost. El Student fue propuesto para realizar varios programas de entrenamiento, pero sin éxito.
Al G-APLK, el único avión, se le asignó la matrícula XS941 cuando se desarrolló en la versión Mark 2 como posible modelo de avión contrainsurgencia. Fue probado por la Real Fuerza Aérea, pero no fue aceptado, y, por lo tanto, no entró en producción.
El M.100 Student 2, registrado nuevamente como G-MIOO, resultó gravemente dañado en un accidente el 24 de agosto de 1985, y ahora se encuentra en el Museo de Aviación de Berkshire.
Los Centurion 3, 4 y 5 fueron variantes planificadas con los motores RB.108, Gourdon y Arbizon respectivamente.

## Variantes
Datos de: Jane's All the World's Aircraft 1958-59.
M.100 Mk.1 Student
Motor Blackburn-Turbomeca Marboré IIA de 3914,44 N (880 lbs); único prototipo, G-APLK/XS491.
M.100 Mk.2 Student
Motor Continental J69 de 4559,43 N (1025 lbf); el G-APLK volvió a registrarse como G-MIOO.
M.100 Mk.3 Centurion
Motor Rolls-Royce RB.108 de 6227,51 N (1400 lbf)(rebajado); no construido.
M.100 Mk.4 Centurion
Motor Turbomeca Gourdon de 6249,75 N (1405 lbf); no construido.
M.100 Mk.5 Centurion
Dos motores Turbomeca Arbizon de 2446,52 N (550 lbf); no construido.

## Especificaciones (M.100 Mk.1 Student)
Referencia datos: Jet Age:The Miles Sparrowjet and Student, Jane's All the World's Aircraft 1958-59

### Características generales
- Tripulación: Dos (alumno e instructor)
- Longitud: 9,6 m (31,5 ft)
- Envergadura: 8,9 m (29,2 ft)
- Altura: 1,9 m (6,3 ft)
- Superficie alar: 13,4 m² (144,2 ft²)
- Perfil alar: NACA 23015[6]
- Peso vacío: 1089 kg (2400,2 lb)
- Peso cargado: 1769 kg (3898,9 lb) (con depósitos de punta alar)
- Planta motriz: 1× turborreactor Turbomeca Marboré IIA (construido por Blackburn).
  - Empuje normal: 3,9 kN (398 kgf; 877 lbf) de empuje.
- Capacidad de combustible: 455 L en 4 depósitos alares, con provisión para dos depósitos de punta alar de 91 L

### Rendimiento
- Velocidad máxima operativa (Vno): 480 km/h (298 MPH; 259 kt) a 6100 m (20 000 pies)
- Alcance: 1000 km (540 nmi; 621 mi) con depósitos de punta alar
- Tiempo a altitud: 6 min 48 s para 3048 m (10 000 pies)

## Aeronaves relacionadas

### Desarrollos relacionados
- Miles Sparrowjet

### Secuencias de designación
- Secuencia M._ (interna de Miles): ← M.75 - M.76 - M.77 - M.100 - M.105 - M.115